# Caladenia bicalliata
Caladenia bicalliata é uma espécie de orquídea, família Orchidaceae, endêmica do sudoeste e sul da Austrália, onde cresce isolada em grupos pequenos, ou grandes colônias, em bosques, áreas reflorestadas, ou de vegetação arbustiva e afloramentos de granito, em áreas de solo bem drenado mas ocasionalmente nas areias ao redor de lagos salgados e planícies sazonalmente alagadiças, com flores de sépalas e pétalas externamente pubescentes, muito estreitas, caudadas, filamentosas  agudas, porém mais curtas que a maioria das outras espécies da Alliance Jonesiopsis, bem esparramadas, que vagamente lembram uma teia de aranha. No labelo têm calos prostrados em forma de bigorna. São plantas com uma única folha basal pubescente e uma inflorescência rija, fina e pubescente, com uma ou poucas flores, mas que em conjunto formam grupo vistoso e florífero.

## Publicação e sinônimos
- Caladenia bicalliata R.S.Rogers, Trans. & Proc. Rep. Roy. Soc. South Australia 33: 17 (1909).

Sinônimos homotípicos:
- Caladenia filamentosa var. bicalliata (R.S.Rogers) J.Z.Weber & R.J.Bates in J.M.Black, Fl. S. Austral., ed. 3, 1: 395 (1978).
- Calonema bicalliatum (R.S.Rogers) Szlach., Polish Bot. J. 46: 16 (2001).
- Calonemorchis bicalliata (R.S.Rogers) Szlach., Polish Bot. J. 46: 138 (2001).
- Jonesiopsis bicalliata (R.S.Rogers) D.L.Jones & M.A.Clem., Orchadian 14: 180 (2003).

Subespécies:
- Caladenia bicalliata subsp. bicalliata.
- Caladenia bicalliata subsp. cleistogama Hopper & A.P.Br., Nuytsia 14: 192 (2001).

Sinônimos homotípicos:
- Calonema cleistogamum (Hopper & A.P.Br.) D.L.Jones & M.A.Clem., Orchadian 13: 454 (2002).
- Calonemorchis cleistogama (Hopper & A.P.Br.) D.L.Jones & M.A.Clem., Orchadian 14: 34 (2002).